# Classica di San Sebastián 1992
La Classica di San Sebastián 1992, dodicesima edizione della corsa e valevole come sesta prova della Coppa del mondo 1992, si svolse l'8 agosto 1992, per un percorso totale di 234 km. Fu vinta dal messicano Raúl Alcalá, al traguardo con il tempo di 5h58'17" alla media di 39,187 km/h.
Partenza a San Sebastián con 207 ciclisti di cui 111 portarono a termine il percorso.

## Ordine d'arrivo (Top 10)
| Pos. | Corridore           | Squadra       | Tempo    |
| ---- | ------------------- | ------------- | -------- |
| 1    | Raúl Alcalá         | PDM-Ultima    | 5h58'17" |
| 2    | Claudio Chiappucci  | Carrera       | a 1'11"  |
| 3    | Eddy Bouwmans       | Panasonic     | a 1'12"  |
| 4    | Dmitrij Konyšev     | TVM-Sanyo     | s.t.     |
| 5    | Luc Roosen          | Tulip Comp.   | s.t.     |
| 6    | Maximilian Sciandri | Motorola      | a 1'38"  |
| 7    | Davide Cassani      | Ariostea      | s.t.     |
| 8    | Maurizio Fondriest  | Panasonic     | s.t.     |
| 9    | Jim Van De Laer     | Tulip Comp.   | s.t.     |
| 10   | Enrique Alonso      | Festina-Lotus | s.t.     |